# 都柏林威士忌大火

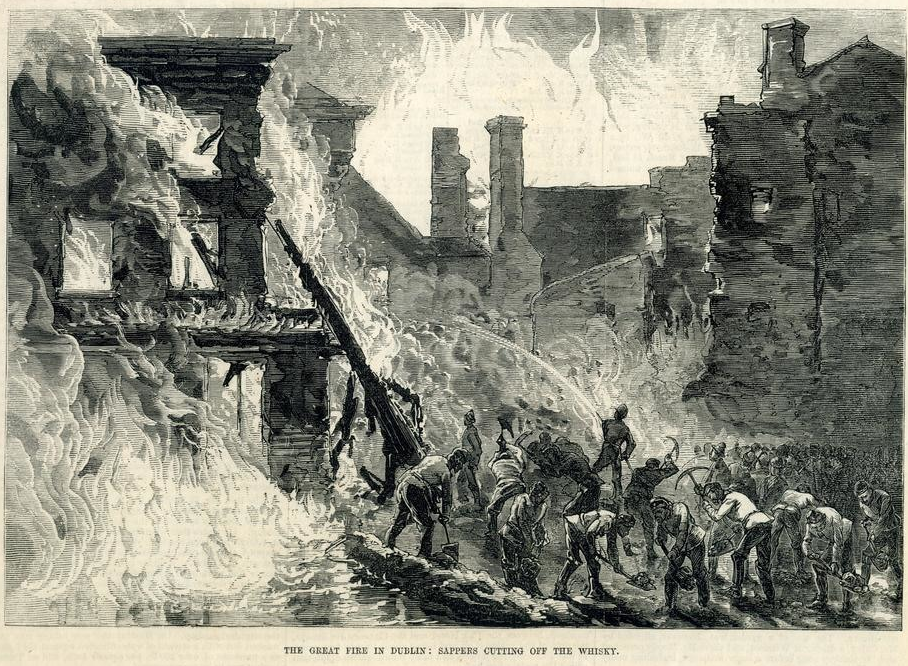
都柏林威士忌大火

都柏林威士忌大火是1875年6月18日爱尔兰都柏林的黎波提斯地区发生的大火。火灾持续了一个晚上，共造成13人死亡，仅损失的威士忌就价值600万欧元（根据通货膨胀进行了调整）。泄漏出的威士忌形成了一条150毫米深的河流，一直流淌到库姆街，导致许多人在这条威士忌河里狂饮。火灾中死亡的13人里没有一人是死于吸入烟雾或烧伤等与火灾本身相关的原因，而是无一例外地死于酒精中毒。

## 起因
据信，火情初起于黎波提斯地区阿迪街（Ardee Street）街角的一间保税仓库，那里存放着5,000桶（约1,193,000升）威士忌，价值54,000英镑（相当于2019年的545万英镑）。火灾的确切原因尚不清楚，发生的具体时间也不明，只能确定是在下午4点35分检查仓库时到晚上8点30分发出火警时之间。晚上9点30分，仓库内的酒桶开始因高温而爆炸，威士忌酒形成的洪水开始从燃烧的建筑物门窗中流过。

## 人群反应
部分参与救火的紧急服务人员以及当时的都柏林市长彼得·保罗·麦克斯威尼（Peter Paul McSwiney）称，起火的牲畜圈中猪的尖叫声很快让居住在附近的人们注意到了火灾，随后起火地区的居民迅速疏散了。麦克斯威尼的评论是：
“在火灾发展过程中，某些地区的人只花了很少的时间就逃出去了。我原本担心有些人有被困在阁楼和地窖里的危险，但经过询问发现是我多虑了。”
不过，在撤离期间有许多人聚集在威士忌溪流旁，尝试用威士忌装满手头包括帽子和炊具在内的任何容器。更有甚者直接舔舐燃烧着的威士忌。这最终导致24人因酒精中毒住院，随后13人死亡。